# Сърси (окръг, Арканзас)
Окръг Сърси (на английски: Searcy County) е окръг в щата Арканзас, Съединени американски щати. Площта му е 1733 km², а населението – 8195 души (2010). Административен център е град Маршъл.